# 豪伊杜-比豪爾州
豪伊杜-比豪爾州（匈牙利語：Hajdú-Bihar megye）是匈牙利東部的一個州，與羅馬尼亞接壤。面積6,211平方公里，人口537,268（2015年）。首府德布勒森。

## 行政区划

### 区份
- 包爾毛茲新城區
- 拜赖焦新村区
- 德布勒森区
- 代赖奇凯区
- 豪伊杜伯瑟尔梅尼区
- 豪伊杜豪德哈茲区
- 豪伊杜納納什區
- 豪伊杜索博斯洛区
- 尼勞多尼區
- 皮什珀克洛达尼区

### 市镇
下設一个州级市、20个城镇、10个大村和51个村庄。
1. ↑  . nepesseg.com.
2. ↑  Regions and Cities > Regional Statistics > Regional Economy > Regional GDP per Capita, OECD.Stats. Accessed on 16 November 2018.